# Isabell Lorey
Isabell Lorey (* 1964) ist eine deutsche Politikwissenschaftlerin. Sie lehrt als Professorin für Queer Studies in Künsten und Wissenschaft an der Kunsthochschule für Medien Köln.
Nach dem Studium von Politikwissenschaft, Philosophie sowie afrikanischer und europäischer Ethnologie promovierte Lorey 1996 an der Universität in Frankfurt am Main mit einer Dissertationsschrift zu Judith Butler. Daraus entstand das Buch Immer Ärger mit dem Subjekt, das 2017 neu aufgelegt wurde. 2009 habilitierte sie sich an der Universität Wien mit einer Studie zu Gemeinschaftsbildung und Herrschaftssicherung, die unter dem Titel Figuren des Immunen erschien.
Nach langjähriger Tätigkeit als Fernsehjournalistin, vor allem in der Kindernachrichten-Redaktion logo! sowie Assistenz- und Gastprofessuren in Berlin, Basel, Wien und Kassel wurde Lorey Professorin an der Kunsthochschule für Medien Köln.
Im August 2022 wurde sie zur Kuratoriumssprecherin des Instituts Solidarische Moderne gewählt.
Für Loreys Buch Die Regierung des Prekären (2012) schrieb Judith Butler das Vorwort. Das Buch wurde mehrfach in andere Sprachen übertragen.

## Schriften (Auswahl)
- Demokratie im Präsens. Eine Theorie der politischen Gegenwart. Suhrkamp, Berlin 2020, ISBN 978-3-518-29927-2.
  - Englische Übersetzung: Democracy in the Political Present. A Queer-Feminist Theory, Verso, London/New York 2022, ISBN 978-1-839-76733-3.
- mit Gundula Ludwig und Ruth Sonderegger: Foucaults Gegenwart. Sexualität – Sorge – Revolution, transversal texts, Wien 2016, ISBN 978-3-903046-08-5.
- Die Regierung der Prekären. Mit einem Vorwort von Judith Butler, Verlag Turia + Kant, Wien/Berlin 2012, ISBN 978-3-85132-669-7 (Neuauflage 2020, ISBN 978-3-85132-968-1). 
  - Ins Englische übersetzt von Aileen Derieg: State of insecurity. Government of the precarious, Verso, London/New York 2015, ISBN 978-1-781-68596-9.
  - Ins Spanische übersetzt von Raúl Sánchez Cedillo: Estado de inseguridad. Gobernar la precariedad. Traficantes de Sueños, Madrid 2016, ISBN 978-8-494-46006-7.
  - Ins Niederländische übersetzt von Marten Folkert de Vries: Het regeren van precairen. De staat van onzekerheid. Octavo Publicaties, Amsterdam 2015, ISBN 978-9-490-33419-2.
- Immer Ärger mit dem Subjekt. Theoretische und politische Konsequenzen eines juridischen Machtmodells: Judith Butler. Edition diskord, Tübingen 1996, ISBN 978-3-89295-609-9 (Neuauflage: transversal texts, Wien/Linz/Berlin/Zürich 2017, ISBN 978-3-903046-10-8).
- Figuren des Immunen. Elemente einer politischen Theorie. Diaphanes, Zürich 2011, ISBN 978-3-03734-151-3.